# Наташа Луковић
Наташа Луковић (16. јануар 1926 — Београд, 24. јун 2010) је била југословенска и српска одбојкашица и репрезентативка, капитен женске одбојкашке репрезентације Југославије која је освојила прву међународну медаљу за нашу одбојку као и играчица и један од оснивача ОК Партизана. У избору за најбољу одбојкашицу света, фрацуски Л'Екип је сврстао Наташу Луковић на друго место у време док је играла за репрезентацију.

## Биографија
Каријеру је започека 1949. у Одбојакшком клубу Београд, а наставила је као оснивач и играч Одбојкашког клуба Партизан. Као капитен са Партизаном је освојила седам титула првака државе и две титуле победника купа.
За репрезентацију Југославије дебитовала је са 14 година и наступала је пуних 10 година. На шампионатима Европе играла је два пута и одиграла 14 утакмица. Као капитен одбојкашке репрезентације Југославије освојила је прву међународну медаљу за нашу одбојку, бронзу на Европском првенству 1951. у Паризу. Играла је и на Европском првенству 1958. у Прагу када је репрезентација заузела седмо место.
Наташа Луковић је прва одбојкашица која је као професионалац играла у иностранству, у Монпељеу из Француске. За допринос унапређењу одбојке одликована је одреном Министарства спорта Француске.
Добитник је такође бројних прознања међу којима су Златна плакета Одбојкашког савеза Србије и Златна плакета Удружења државних репрезентатицваца Србије.